# Túnel Clyde
El túnel Clyde (en inglés: Clyde Tunnel) es un cruce bajo el río Clyde en la ciudad de Glasgow, Escocia. Dos túneles paralelos conectan los distritos de Whiteinch al norte y Govan al sur, en el oeste de la ciudad.
Los esfuerzos para mejorar la infraestructura de transporte de Glasgow tras la Segunda Guerra Mundial se vieron afectados por el problema de cruzar el río Clyde. Aguas abajo de la calle Jamaica en el centro de la ciudad, se percibía como imposible construir un puente debido a la prevalencia de la navegación en lo que había sido la segunda ciudad del Imperio británico que aún dependía del mar.
La solución —construir un túnel bajo el río— no era una idea nueva, porque el túnel del Puerto en Finnieston fue construido en la década de 1890. Sin embargo, el proyecto del túnel Clyde se iba a construir en el auge de la era del automóvil y sería un proyecto mucho más grande. Se le dio la luz verde en 1948, pero las dificultades financieras impidieron el trabajo hasta 1957, fue inaugurado en 1963.